# Svartifoss
Der Svartifoss ['svar̥tɪˌfɔsː] (schwarzer Wasserfall, nach der Farbe des umgebenden Gesteins) liegt im Skaftafell-Nationalpark im Südosten Islands. Er liegt auf dem Gemeindegebiet von Hornafjörður.
Der Stórilækur (großer Bach) stürzt über eine Felskante, die von Basaltsäulen wie Orgelpfeifen eingerahmt wird und fließt weiter ins Vestragil (Westschlucht). Flussabwärts folgen der Magnúsarfoss, Hundafoss und Þjófafoss. Wie der Name des Flusses vermuten lässt, ist es kein mächtiger, wasserreicher Wasserfall.
Der Wasserfall ist vom Campingplatz und Informationszentrum Skaftafell in einer guten halben Stunde Fußweg zu erreichen. Unterhalb des Wasserfalls sind noch die Reste eines kleinen Kraftwerks vorhanden. Von hier wurden die in der Nähe liegenden Höfe versorgt.

## Fotos

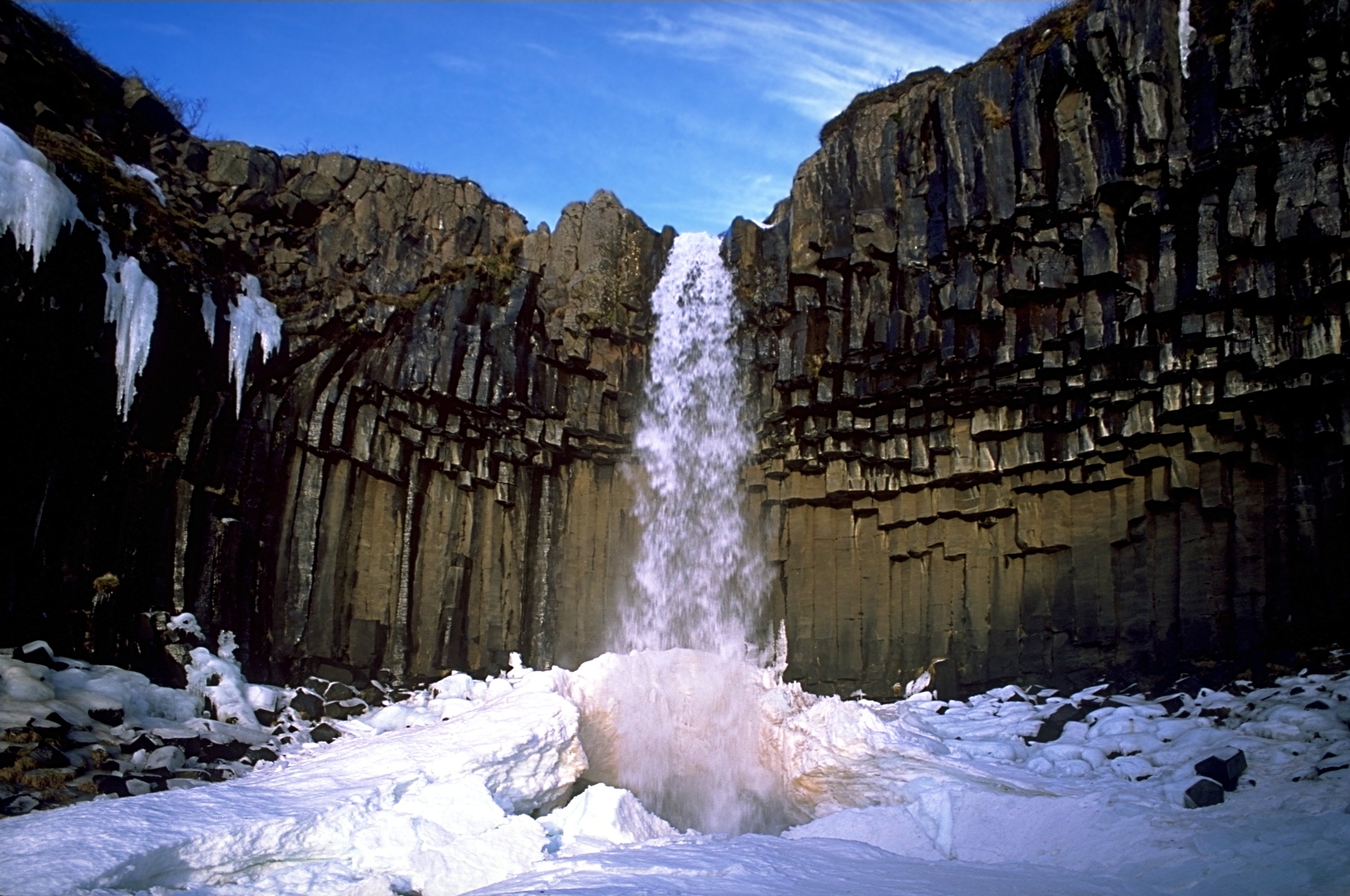
Der Svartifoss im Winter
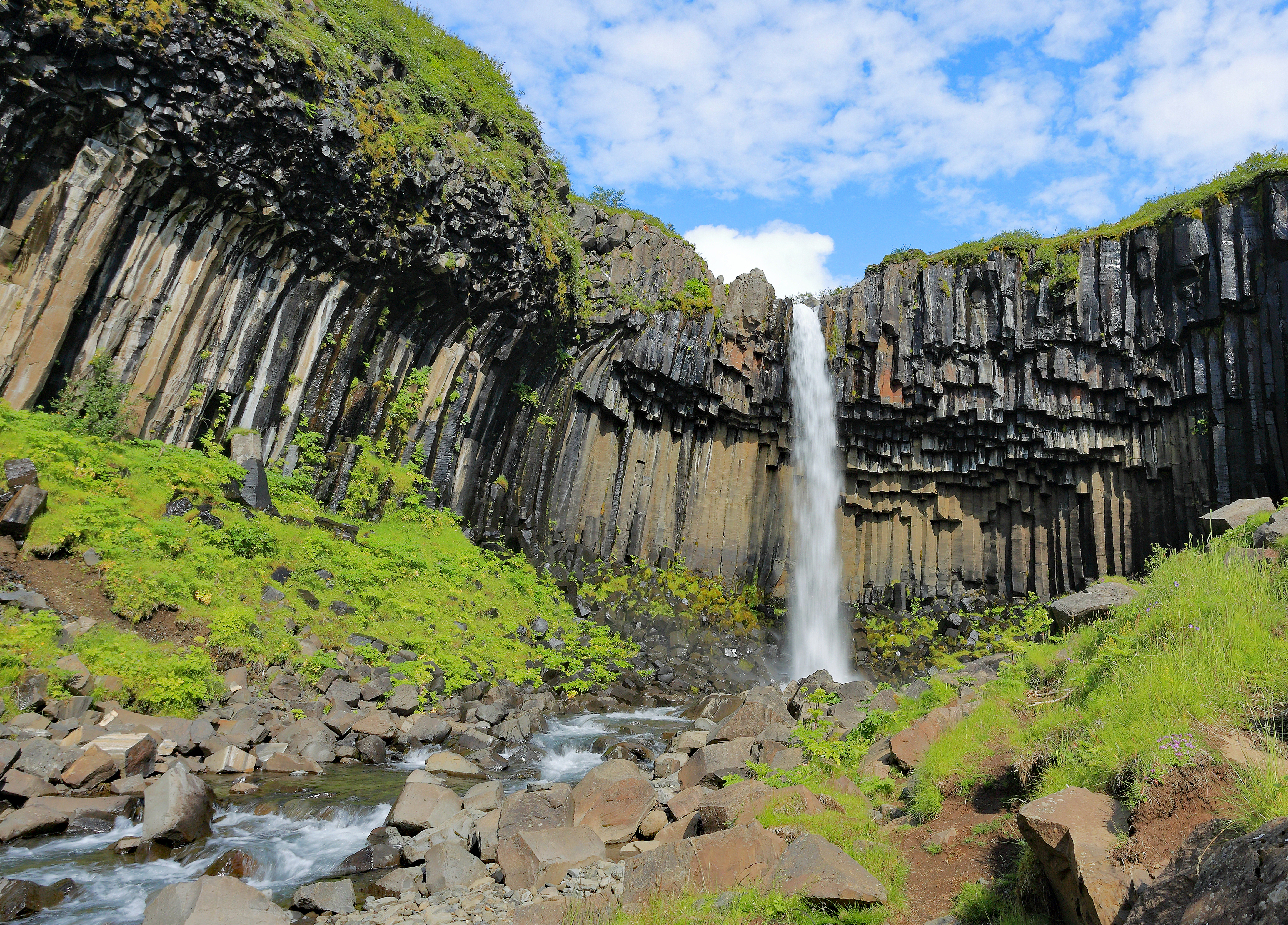
Der Svartifoss im Sommer
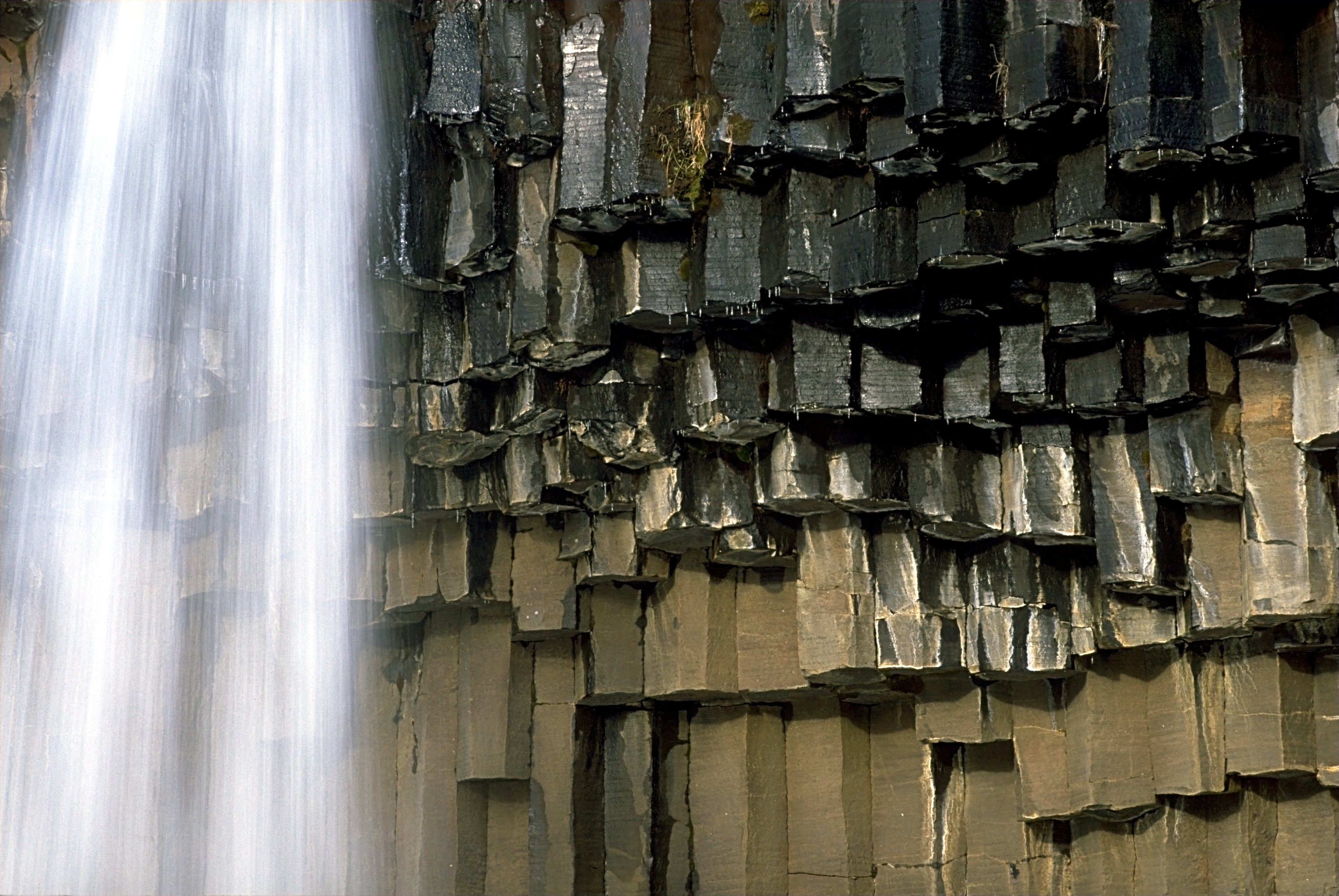
Basaltsäulen am Svartifoss
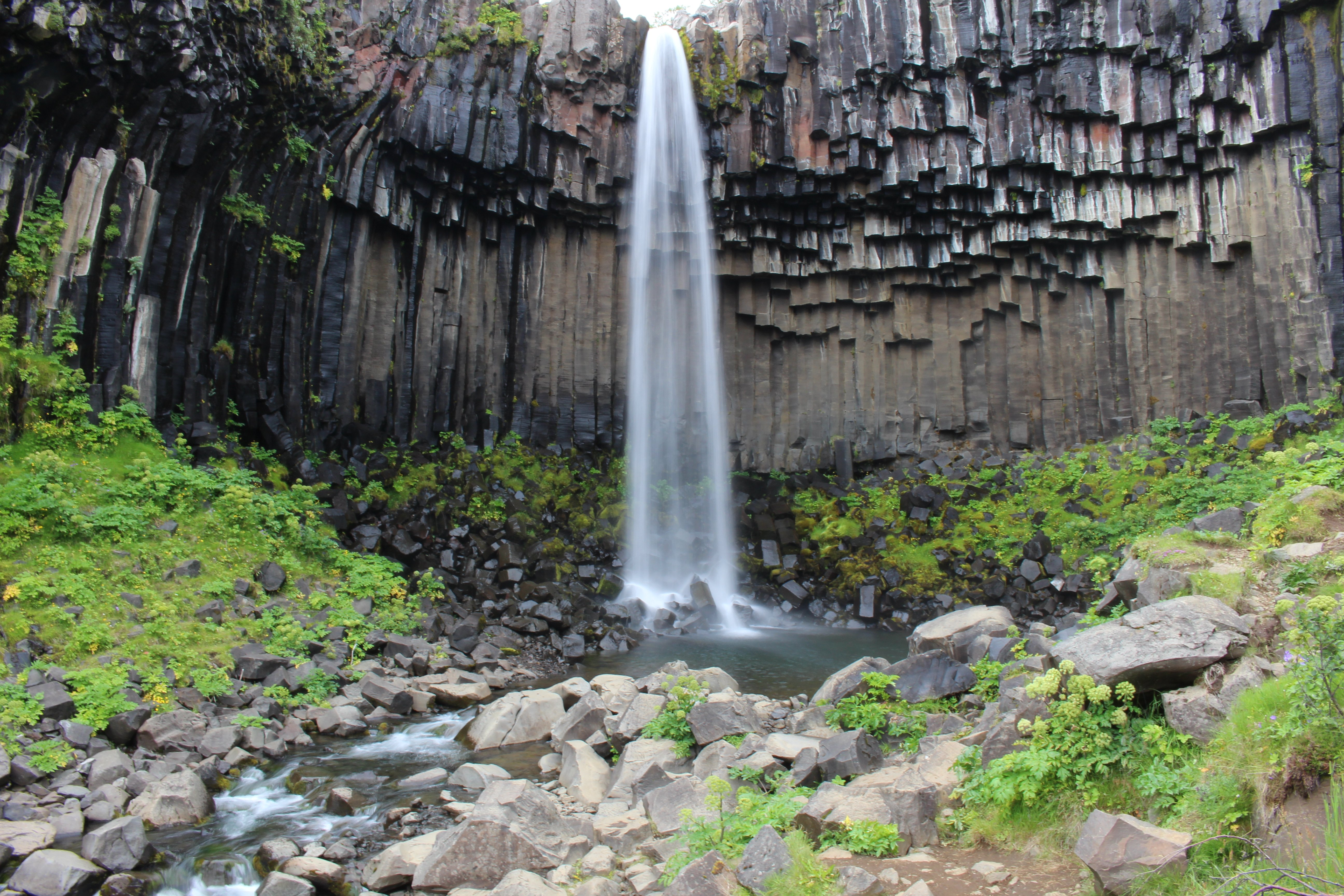
Langzeitbelichtung